# 地球儀 (米津玄師單曲)
《地球儀》是由日本創作歌手米津玄師在2023年夏季發表的單曲，亦為該年度由宮崎駿執導、吉卜力工作室製作的動畫電影《蒼鷺與少年》主題曲。

## 契機
在宮崎駿完成2018年吉卜力短篇動畫《毛毛蟲波羅》後，該時期吉卜力出版的小冊子《熱風》在介紹該部作品時，有另外一篇採訪米津玄師的專欄。米津玄師小時便對宮崎駿的《魔法公主》、《神隱少女》等作品印象深刻，他有在採訪過程中參觀吉卜力工作室，並與宮崎駿做了第一次見面。
當年夏季米津玄師推出了給中小學生團體Foorin演唱的單曲《紅辣椒》，宮崎駿從廣播上聽到這首歌時相當喜歡，便打算將當時製作的《蒼鷺與少年》主題曲，交給對方創作。
之後米津玄師收到了數份《蒼鷺與少年》的分鏡圖，並再次前往吉卜力與宮崎駿及製作人鈴木敏夫會談，開始著手進行《蒼鷺與少年》的主題曲《地球儀》。

## 創作
「因為在曲目開頭寫著『我誕生那一天的天空是…』像在鳥瞰自己人生的歌詞，所以最後想以描寫死亡來結束。但這樣似乎太直接、太庸俗了。比起這樣我認為應該要用更能感受到祝福或意志的字句來演唱，就完成了歌詞的內容。」
 — 米津玄師對《地球儀》歌詞內容的解釋。
米津玄師花費約4年的時間創作這首單曲。採用的歌名「地球儀」，是米津玄師認為在創作這首曲子的過程中，有著應好好地去留意周遭、珍惜身邊的人、尋找屬於自己立足點所得到的感觸。
作曲構想上，米津玄師最初打算嘗試類似蘇格蘭民謠的曲風，並想加入弦樂器伴奏，來弄成華麗的歌曲。之後取消了這樣的想法，對歌曲內容做了較樸實的風格。
在《地球儀》快創作結束的期間，英國發生伊莉莎白二世女王逝世的消息，當時米津玄師在葬禮報導上，有注意到一群人一邊吹著風笛一邊慢慢踏步的場景，米津玄師認為風笛這種樂器的音階適合套用在《地球儀》裡，而將其採用。因逝世的伊莉莎白二世有被許多英國人稱為「母親」，《蒼鷺與少年》裡也有主角牧真人經歷喪母的劇情，對米津玄師來說，這兩件事有某種不可思議的關聯。
米津玄師給予宮崎駿試聽的試聽帶裡，有加入鋼琴的踏板聲在伴奏裡。到了正式錄音時，發現到使用的鋼琴效果沒有先前試聽帶那種特殊的感覺，之後是借用合作編曲人坂東祐大老家裡保留的一架舊式鋼琴，來做出當時試聽帶呈現的韻味。
最後合力錄製完成曲目的成員，包含擔任鋼琴演奏的編曲人坂東祐大，與米津玄師多次合作的鼓手石若駿，以及負責風笛吹奏的東京交響樂團音樂家十龜正司。

## 發行

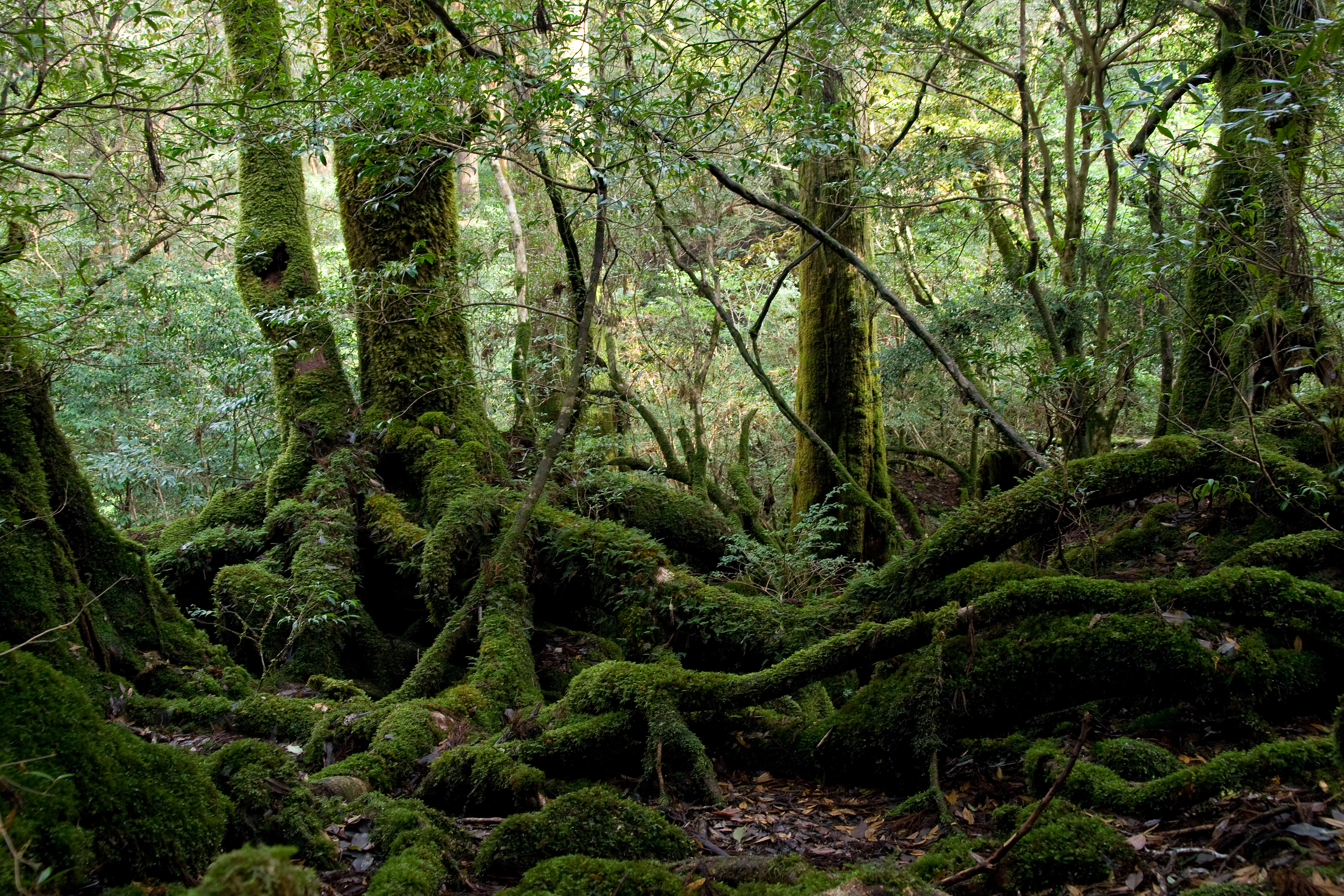
屋久島的白谷雲水峽一帶是歌曲MV的取景地之一。

2023年米津玄師的巡迴演唱會「米津玄師2023TOUR/空想」，在7月初於橫濱體育館表演時，揭露了這首即將發行的單曲。
之後7月17日公開了《地球儀》的數位音樂下載，實體CD則在7月26日發行。CD封面是一名少年背對著人、坐在書桌前的草圖，來源是出自米津玄師中意的一張《蒼鷺與少年》分鏡圖。限定版CD另附贈一本收錄米津玄師在先前與宮崎駿、鈴木敏夫往來的紀錄寫真手冊，該手冊也附有米津玄師和鈴木敏夫的對談內容。
單曲的MV同樣安排在7月26日披露，內容是由奧山大史執導，地點選在位於九州南方海面的屋久島拍攝。

## 銷售
| 排行榜（2023年）                                                  | 最高名次 |
| ----------------------------------------------------------------- | -------- |
| 日本動畫單曲（Oricon）                                            | 1        |
| 日本單曲CD+下載+串流排行（Oricon）                                | 2        |
| 日本單曲排行（Oricon）                                            | 3        |
| 日本《告示牌》數位音樂下載次數（Billboard Japan Streaming Songs） | 1        |
| 日本《告示牌》熱門百大單曲（Billboard Japan Hot 100）             | 2        |
| 日本《告示牌》熱門動畫歌曲（Billboard Japan Hot Animation）       | 2        |
| 南韓數位音樂下載（Circle數位榜）                                  | 147      |
| 美國音樂市場除外全球單曲（告示牌）                                | 143      |

| 排行榜（2023年）       | 最高名次 |
| ---------------------- | -------- |
| 日本動畫單曲（Oricon） | 1        |
| 日本單曲排行（Oricon） | 7        |

| 排行榜（2023年）                                            | 最高名次 |
| ----------------------------------------------------------- | -------- |
| 日本《告示牌》熱門動畫歌曲（Billboard Japan Hot Animation） | 18       |
| 日本《告示牌》熱門百大單曲（Billboard Japan Hot 100）       | 85       |
| 日本單曲排行（Oricon）                                      | 75       |

## 認證
| 地區                           | 认证 | 认证单位/销量 |
| ------------------------------ | ---- | ------------- |
| 日本（日本唱片協會） CD single | 金   | 100,000^      |
| ^僅含認證的出貨量              |      |               |

## 外部連結
- 米津玄師官方網站的《地球儀》介紹頁面